# Yann Aurel Bisseck
Yann Aurel Ludger Bisseck (Köln, 2000. november 29. –) német utánpótlás válogatott labdarúgó, aki 2023-tól az olasz Internazionale játékosa.

## Pályafutása

### Klubcsapatban
Az SV Adler Dellbrück együttesében nevelkedett, majd 2007-ben csatlakozott a Köln ifjúsági csapataihoz. 2017. november 23-án az Európa-ligában az angol Arsenal ellen a kispadon kapott lehetőséget Peter Stögertől. Három nappal később a bajnokságban a Hertha BSC ellen kezdőként végig a pályán volt. Ezzel 16 évesen, 11 hónaposan és 18 naposan a Bundesliga történetének legfiatalabb játékosa lett. 2019. január 17-én kölcsönbe került másfél évre a Holstein Kiel csapatához. Február 23-án mutatkozott be a VfL Bochum elleni bajnoki mérkőzésen. Augusztus elején megszüntették a kölcsönszerződést és a holland Roda JC csapatához került ismét kölcsönben. 2020 nyarán két évre került kölcsönbe a Vitória Guimarães együtteséhez.

### A válogatottban
2016. november 19-én mutatkozott be a német U17-es labdarúgó-válogatottban az izlandi U17-es labdarúgó-válogatott elleni felkészülési találkozón. A 2017-es U17-es labdarúgó-világbajnokságon részt vevő keret tagja volt és a Kolumbiaiak ellen gólt is szerzett.

## Statisztika
2017. november 30. szerint.
| Klub       | Szezon   | Bajnokság | Bajnokság | Kupa  | Kupa | Nemzetközi | Nemzetközi | Összesen | Összesen |
| Klub       | Szezon   | Mérk.     | Gól       | Mérk. | Gól  | Mérk.      | Gól        | Mérk.    | Gól      |
| ---------- | -------- | --------- | --------- | ----- | ---- | ---------- | ---------- | -------- | -------- |
| 1. FC Köln | 2017–18  | 1         | 0         | 0     | 0    | 0          | 0          | 1        | 0        |
| 1. FC Köln | Összesen | 1         | 0         | 0     | 0    | 0          | 0          | 1        | 0        |
| Összesen   | Összesen | 1         | 0         | 0     | 0    | 0          | 0          | 1        | 0        |

## Sikerei,díjai

### Egyéni
- Fritz Walter-medál (U19) – bronzérmes: 2019